# Тлос
Тлос (ликийск. 𐊗𐊍𐊀𐊇𐊀 Tlawa, хетт. 𒁕𒆷𒉿 Dalawa, др.-греч. Τλώς, Τλῶς) — древний ликийский город, руины которого расположены в турецкой провинции Мугла, в долине реки Ксанф. Тлос расположен в 45 км к востоку от Фетхие, около современной деревни Асаркале (тур. Asarkale).

## История
Город был основан приблизительно в XX веке до н. э. Первое известное упоминание о городе встречается в хеттских хрониках XIV века до н. э. в которых он упоминается как «Далава в стране Лукка». Тлос располагается на востоке долины Ксанф (Xanthus). В свое время это был один из шести основных городов Ликии. Тогда Тлос называли «самой блистательной митрополией Ликийского союза», также город являлся спортивным центром Федерации.
Тлос упоминается Страбоном в числе шести важнейших городов Ликийского союза.
До XIX века Тлос населяли турки. Главная достопримечательность города — акрополь. За время своего существования под влиянием разных культур в городе образовалось многообразие сооружений. Здесь селились разные народы, поэтому к настоящему времени многие руины уже невозможно идентифицировать.
Над акрополем находится относительно хорошо сохранившиеся северо-восточные городские ворота и мощеная лестница к главному некрополю Тлоса. Некрополь Тлоса украшен самыми красивыми гробницами «погребальными домами» IV века до н. э. — II века н. э.
Большая гробница Беллерофонта (Гиппоноя) с тремя резными дверями является самой выдающейся гробницей. Она представляет собой усыпальницу, напоминающую храм. Одна из дверей гробницы украшена рельефным изображением легендарного греческого героя верхом на Пегасе. На другой двери изображен лев, охраняющий вход в усыпальницу. Легенда гласит о том, что герой был наказан ликийским царем Иобатесом. А в качестве наказания он должен был взлететь на Пегасе, подаренным Афиной, на вершину горы и убить огнедышащее чудовище Химеру. Беллерофонт убил чудовище и взял в жены дочь царя. После этого его потомки правили Ликией.
На вершине акрополя города Тлоса находятся развалины османской крепости — резиденции местного вождя Канлы Али-ага «Кровожадного Али». Замок был построен на фундаменте ликийской крепости, лишь в северо-восточной стороне видны фрагменты акрополя.
Византийская базилика была построена на руинах римской гимназии и городских купален. Внутри базилики находятся Еди-Капы «Семь Ворот» — ротонда, которая выходит на долину.
Сохранился амфитеатр — это монументальное сооружение, которое украшено замысловатой резьбой по камню.
Сохранились также руины стадиона и театра, построенного во II веке до н. э. Сцена разрушена практически полностью, зато уцелело 34 ряда для зрителей.

## Достопримечательности
- Крепость Канлы Али-ага, османского феодала
- Комплекс ликийских гробниц, включая «гробницу Беллерофонта»
- Стадион
- Византийская базилика, перестроенная из здания римских терм
- Римские термы «большая» и «малая»
- Амфитеатр II века до н. э.
- Аркада рыночного зала с внутренними галереями
- Руины римской гимназии